# Sociaux-démocrates (Irlande)
Les Sociaux-démocrates (en anglais : Social Democrats et en irlandais : Daonlathaigh Shóisialta) est un parti politique social-démocrate irlandais, fondé en 2015 par trois députés indépendants.

## Résultats électoraux

### Élections générales
| Année | Sièges   | Rang | Voix    | %   | Gouvernement |
| ----- | -------- | ---- | ------- | --- | ------------ |
| 2016  | 3 / 158  | 7e   | 64 094  | 3,0 | Opposition   |
| 2020  | 6 / 160  | 6e   | 63 404  | 2,9 | Opposition   |
| 2024  | 11 / 174 | 4e   | 106 028 | 4,8 | Opposition   |